# Babylon 5: Vesmírný sumit
Babylon 5: Vesmírný sumit (též Babylon 5: Velký sumit a Babylon 5: Setkání; v anglickém originále Babylon 5: The Gathering) je americký televizní film z roku 1993, pilotní dílo k televiznímu sci-fi seriálu Babylon 5, který vytvořil J. Michael Straczynski. Nově zprovozněná vesmírná stanice Babylon 5 se má stát centrem obchodu i diplomacie ve známé části Galaxie a zároveň i nadějí pro mír mezi několika rasami, které financovaly její stavbu. Na stanici má dorazit Kosh, poslední z velvyslanců, ten je však ihned po příletu otráven. Aby bylo zažehnáno nebezpečí války s mocným Vorlonským impériem, musí důstojníci na Babylonu 5 nalézt neznámého útočníka a vyšetřit, co se vlastně přesně stalo.

## Příběh
V roce 2257 se množství lidí i mimozemšťanů nachází v neutrální části vesmíru na nové stanici Babylon 5, která byla zprovozněna předchozí rok. Babylon 5 byl postaven jako neutrální místo pro diskutování a řešení problémů mezi pěti hlavními rasami Galaxie – lidmi (Pozemšťany), Narny, Centaury, Minbary a Vorlony. Jejím velitelem je komandér Pozemských sil Jeffrey Sinclair.
Zatímco posádka očekává přílet čtvrtého a posledního mimozemského velvyslance, Koshe z Vorlonského impéria, přistává na stanici transportní loď ze Země, jejímiž pasažéry jsou i Lyta Alexanderová, pozemská telepatka, která se připojí k personálu Babylonu 5, a civilista Del Varner. Velvyslanec Kosh přilétá oproti plánu o dva dny dříve. Po vylodění stráví na palubě stanice méně než minutu a uvítací výbor v podobě důstojníků jej nachází v bezvědomí ležet na zemi. Šéflékař Babylonu 5, doktor Kyle, zjistí, že Vorlon byl pravděpodobně otráven a začíná pracovat na lékařském výzkumu, aby zjistil, o jaký jed se jednalo, díky čemuž by mohl použít protijed. Velitel staniční bezpečnosti Garibaldi mezitím zahajuje vyšetřování. Protože se bojí, že by Vorlonské impérium mohlo zaútočit a zničit stanici, pokud Kosh zemře, přesvědčí doktor Kyle s nadporučíkem Takashimou Lytu Alexanderovou, aby zkusila nepovolený sken mysli velvyslance, který je v bezvědomí. Při provádění skenu spatří Lyta Koshovýma očima komandéra Sinclaira, který jej otrávil. Telepatka proto poté obviní velitele stanice z pokusu o vraždu. Rada Babylonu 5, sestávající z delegátů všech pěti ras, následně rozhodně o vydání komandéra na domovskou planetu Vorlonů, kde se bude konat řádný soud. Sinclairovi je sděleno, že bude deportován do dvanácti hodin.
Michael Garibaldi zjistí, že by Del Varner mohl mít něco společného s velvyslancovou otravou. Když vstoupí do Varnerovy kajuty, nalezne jej ale mrtvého. Mezitím se Lyta v ošetřovně snaží zabít velvyslance úpravou nastavení některých přístrojů, které jej udržují naživu. Když si toho doktor Kyle všimne a pokusí se ji zadržet, lékaře napadne. V tomtéž okamžiku vstoupí do místnosti skutečná Lyta Alexanderová a její falešná dvojnice uteče.
Při dalším vyšetřování ve Varnerově kajutě Garibaldi zjistí, že Varner pašoval nelegální zboží mezi hvězdnými systémy. Nedávno navštívil sektor Antares, kde získal maskovací síť, zařízení, které umožňuje získat vzhled jiné osoby. Posádka stanice si uvědomí, že Koshe nenapadl jejich velitel, ale někdo, kdo použil tuto síť, aby Sinclaira napodobil. Protože toto zařízení spotřebovává při svém používání velké množství energie, nadporučík Takashima použije skenery k určení oblasti na stanici s vysokou koncentrací neznámé energie. Sinclair s Garibaldim zamíří do označeného sektoru, mezitím ale ke stanici přilétá vorlonská flotila, aby odvezla komandéra na jejich planetu.
Sinclair a Garibaldi se střetnou se záhadným útočníkem. Protože je šéf bezpečnosti je zraněn při přestřelce, s vrahem se tváří v tvář utká komandér. Maskovací síť útočníka je při souboji poškozena a odhalí Minbara, příslušníka minbarské válečnické kasty, který chtěl zdiskreditovat Sinclaira kvůli odvetě za roli, kterou komandér sehrál v pozemsko-minbarské válce o 10 let dříve. Sinclair se vraha zeptá, proč to všechno udělal, a ten mu odpoví: „Máš díru ve své mysli.“ Vrah spustí výbušné zařízení ve svém těle, komandér ale stačí z dané sekce utéct těsně před explozí, která způsobí vychýlení stanice z její osy rotace, kvůli čemuž se začne Babylon 5 trhat. Takashima velící můstku použije stabilizátory k obnovení běžné staniční osy rotace, čímž je stanice zachráněna.
Vorlonská delegace, spokojená s faktem, že Sinclair je nevinný, stáhne všechna obvinění vůči němu. Život velvyslance Koshe je rovněž zachráněn díky včas podanému protijedu. Ve staniční zahradě odhalí komandér velvyslankyni Delenn vzkaz o „díře“ v mysli, který mu sdělil minbarský vrah. Ačkoliv Delenn tvrdí, že je to pouze stará minbarská urážka, Sinclair jí poví, že bojoval v bitvě o Linii, poslední a největší bitvě pozemsko-minbarské války, a že právě při této události, těsně předtím, než se Minbaři vzdali, má 24hodinový výpadek paměti, který nedokáže vysvětlit.
Nadporučík Takashima poté prohlásí Babylon 5 za znovu otevřený pro obchod.

## Obsazení
| Michael O'Hare      | komandér Jeffrey Sinclair, velitel stanice        |
| Tamlyn Tomitová     | nadporučík Laurel Takashima, první důstojník      |
| Jerry Doyle         | Michael Garibaldi, šéf staniční bezpečnosti       |
| Mira Furlanová      | Delenn, minbarská velvyslankyně                   |
| Blaire Baronová     | Carolyne Sykesová, přítelkyně komandéra Sinclaira |
| John Fleck          | Del Varner, pašerák                               |
| Paul Hampton        | pozemský senátor                                  |
| Peter Jurasik       | Londo Mollari, centaurský velvyslanec             |
| Andreas Katsulas    | G'Kar, narnský velvyslanec                        |
| Johnny Sekka        | doktor Benjamin Kyle, staniční šéflékař           |
| Patricia Tallmanová | Lyta Alexanderová, staniční telepatka             |

## Verze filmu
Existují dvě verze filmu Vesmírný sumit. Původní verze byla premiérově odvysílána na americké televizní stanici PTEN dne 22. února 1993 jako pilotní film celého seriálu. Po čtyřech letech vysílání na PTEN byl seriál přesunut na stanici TNT, kde byla v roce 1998 odvysílána jeho poslední, pátá řada. Tvůrce Babylonu 5 a jeho výkonný producent J. Michael Straczynski nechal před pátou řadou vytvořit a odvysílat speciální edici Vesmírného sumitu. Některé scény byly sestříhány do rychlejšího tempa, což umožnilo přidání 14 minut původně vystřižených scén s různými vysvětleními a vývojem postav. Pro následující děj seriálů je významným dodatkem přidání Koshovy prorocké poznámky, když se poprvé setkal se Sinclairem. Vystřižena naopak byla scéna průchodu sektorem mimozemšťanů, která na některé diváky působila dojmem zoo. Další velkou změnou byla nová hudba. Stewarta Copelanda, autora původní, nahradil Christopher Franke, který složil hudbu pro celý seriál a který pro nahrání nové hudby využil Berlínský symfonický orchestr.
Speciální edice Vesmírného sumitu o délce 94 minut byla rovněž vydána na DVD. Originální verze (s délkou 89 minut) je naopak k dispozici např. na internetovém serveru Hulu nebo v obchodě iTunes Store.
V Česku měl film televizní premiéru 25. května 2000 na stanici TV3 s názvem Babylon 5: Setkání.

## Změny v seriálu oproti filmu
Pro vlastní seriál, jehož vysílání bylo zahájeno rok po premiéře Vesmírného sumitu, byly změněny některé prvky ukázané v pilotním filmu. Nejviditelnějšími z nich byly masky, kulisy, hudba a také postavy. Telepatku Lytu Alexanderovou nahradila jiná telepatka Talia Wintersová (Alexanderová se ale později v seriálu vrátila zpět) a doktor Benjamin Kyle byl vystřídán doktorem Stephenem Franklinem. V ději byla tato dvě nahrazení vysvětlena faktem, že tyto jediné dvě postavy viděly velvyslance Koshe bez jeho skafandru a tak byly staženy ze služby. Záhadný Kosh a celá jeho tajnůstkářská rasa je přitom jedním z hlavních témat celého seriálu.
Na místě prvního důstojníka byla Laurel Takashima vystřídána Susan Ivanovovou. Mimozemské postavy, především velvyslanci G'Kar a Delenn, vypadají v seriálu oproti pilotnímu filmu kvůli upraveným maskám částečně odlišně. Původní záměr u Delenn byl, že se jedná o mužskou postavu hranou ženou, která se měla na konci první řady seriálu změnit v ženu. Protože hlas Miry Furlanové nebylo možné v postprodukci věrohodně upravit na mužský hlas, bylo na poslední chvíli rozhodnuto, že bude od začátku hrát ženu.
Carolyn Sykesová, komandérova přítelkyně, se rovněž již v seriálu nevyskytuje. Sinclair se pouze v epizodě „Parlament snů“ zmíní o jejich rozchodu.